# Sven Ruygrok
Sven Ruygrok (Johannesburg, 1991) è un attore sudafricano noto principalmente per il ruolo di Rambo nella trilogia di Spud.

## Biografia
Sven Ruygrok è nato a Johannesburg, in Sudafrica, e durante l'adolescenza ha praticato ginnastica artistica. All'età di quindici anni inizia a comparire negli spot pubblicitari della Kellogg's, appassionandosi così alla recitazione e conseguendo, nel 2009, una diploma in arti drammatiche al Beaulieu College, dove ha ricoperto la carica di vice-rappresentante studentesco.
Nel 2010 inizia a studiare presso l'Università di Città del Capo e, contemporaneamente, ottiene il ruolo di Rambo nel film Spud, con John Cleese e Troye Sivan; che riprende anche nei sequel Spud 2: The Madness Continues, del 2013, e Spud 3: Learning to Fly, del 2014. Dal 2011 al 2012 ha inoltre un ruolo ricorrente nella serie televisiva Beaver Falls, dopodiché compare nei film Zulu, A Cinderella Story: Se la scarpetta calza e Ragazze nel pallone - Sfida mondiale. Nel 2023 entra a far parte del cast della serie Netflix One Piece nel ruolo di Kabaji.

## Filmografia

### Cinema
- Spud, regia di di John Van De Ruit (2010)
- Lying in Cloud Cuckoo Land, regia di Hari Haran Narendran - cortometraggio (2012)
- Zulu, regia di Jérôme Salle (2013)
- Spud 2: The Madness Continues, regia di Donovan Marsh (2013)
- House Party - La grande festa (House Party: Tonight's the Night), regia di Darin Scott (2013)
- Alien outpost - l'invasione (Outpost 37), regia di Jabbar Raisani (2014)
- Spud 3: Learning to Fly, regia di John Barker (2014)
- A Cinderella Story: Se la scarpetta calza (A Cinderella Story: If the Shoe Fits), regia di Michelle Johnston (2016)
- Ragazze nel pallone - Sfida mondiale (Bring It On: Worldwide #Cheersmack), regia di Robert Adetuyi (2016)
- Samson - La vera storia di Sansone (Samson), regia di Bruce Macdonald (2018)
- Inside Man: Most Wanted, regia di M.J. Bassett (2019)
- L'uomo vuoto - The Empty Man (The Empty Man), regia di David Prior (2020)
- Good Life, regia di Bonnie Rodini (2021)
- Eraser: Reborn, regia di John Pogue (2022)
- Breathing In, regia di Jaco Bouwer (2023)
- Just Now Jeffrey, regia di Brett Morris e Hylton Tannenbaum (2024)
- The Shakedown, regia di Brett Morris e Hylton Tannenbaum (2024)

### Televisione
- Beaver Falls - serie TV, 12 episodi (2011-2012)
- Bluestone 42 - serie TV, 2 episodi (2013-2014)
- Of Kings and Prophets - serie TV, episodio 1x05 (2016)
- Jamillah and Aladdin - serie TV, episodio 2x03 (2016)
- Order of the Dragon, regia di David O'Connor - film TV (2018)
- Origin - serie TV, episodio 1x05 (2018)
- Critters Attack! - Il ritorno degli extraroditori (Critters Attack!), regia di Bobby Miller (2019)
- Il giro del mondo in 80 giorni (Around the World in 80 Days) - serie TV, episodio 1x05 (2021)
- Abraham Lincoln - miniserie TV, puntata 1x02 (2022)
- Theodore Roosevelt - miniserie TV, puntata 1x01 (2022)
- Pulse - serie TV, 6 episodi (2022)
- Warrior - serie TV, episodio 3x06 (2023)
- One Piece - serie TV, 2 episodi (2023)
- Binnelanders - serie TV, 13 episodi (2024)
- Star Trek: Section 31, regia di Olatunde Osunsanmi - film TV (2025)

## Doppiatori italiani
Nelle versioni in italiano delle opere in cui ha recitato, Sven Ruygrok è stato doppiato da:
- Andrea Oldani in One Piece